# Коливанський район
Коливанський район — муніципальне утворення (муніципальний район) в Новосибірській області Росії.
Адміністративний центр — селище міського типу Коливань.

## Географія
Район розташований на північному сході Новосибірської області, межує з Новосибірським, Мошковським,  Коченевським, Чулимським, Убінським районами області та Томською областю. Площа району за даними на 2008 рік — 1 057 271 га, в тому числі сільгоспугіддя — 185,7 тис. га (17,6 % всієї площі).
Територією району протікає річка Об. Інші великі річки — Чаус, Вьюна, Уень, Шегарка, Бакса, Кашлам. Крім цього, територія району багата озерами. Найбільше з них — Мінзелінське — «перлина» Коливанського району.

## Історія
Район утворений в 1925 у складі Новосибірського округу Сибірського краю, з 1930 в складі Західно-Сибірського краю. В 1937 район був включений до складу новоствореної Новосибірської області. В 1955 році до складу району увійшла територія колишнього Піхтовського району.

## Населення
| 2002    | 2006    | 2009    | 2010    | 2011    | 2012    | 2013    |
| ------- | ------- | ------- | ------- | ------- | ------- | ------- |
| 25 737  | ↗25 954 | ↘23 928 | ↘23 922 | ↗24 096 | ↗24 215 | ↗24 423 |
| 2014    | 2015    | 2016    | 2017    | 2018    | 2019    |         |
| ↗24 495 | ↗24 542 | ↘24 531 | ↘24 308 | ↘24 043 | ↘23 845 |         |